# Giulio Andreotti
Giulio Andreotti (n. 14 ianuarie 1919, Roma, Regatul Italiei – d. 6 mai 2013, Roma, Italia) a fost un politician italian. S-a născut la Roma. A fost prim-ministrul Italiei de trei ori, între 1972 și 1973, între 1976 și 1979 și între 1989 și 1992. De asemenea a fost ministrul afacerilor externe al Italiei în perioada 1983-1989. 
Giulio Andreotti a reprezentat Democrazia Cristiana, partidul creștin-democrat italian.

## Viața privată
A fost căsătorit cu Livia Danese.